# 이와토역
이와토역(일본어: 石刀駅)은 일본 아이치현 이치노미야시에 위치한 나고야 철도 나고야 본선의 철도역이다. 역 번호는 NH 52이며, 상대식 승강장 2면 2선의 구조를 갖춘 지상역이다.

## 타는 곳
| 1 | ■ 나고야 본선 | 하행 | 가사마쓰 · 기후방면      |
| 2 | ■ 나고야 본선 | 상행 | 이치노미야 · 나고야 방면 |

## 이용 현황
- 2013년 기준 : 2,708명

## 역 주변
- 이와토 신사

## 인접 역
| 나고야 철도 나고야 본선      | 나고야 철도 나고야 본선 | 나고야 철도 나고야 본선            |
| ---------------------------- | ----------------------- | ---------------------------------- |
| NH 51 이마이세 도요하시 방면 | ■ 나고야 본선           | 신키소가와 NH 53 메이테쓰기후 방면 |